# UCI Asia Tour 2005
L'UCI Asia Tour 2005 fu la prima edizione dell'UCI Asia Tour, uno dei cinque circuiti continentali di ciclismo dell'Unione Ciclistica Internazionale. Era composto da tredici corse che si tennero tra gennaio e settembre 2005 in Asia.

## Calendario

### Gennaio
| Data  | Prova                         | Cat. | Vincitore          | Squadra            |
| ----- | ----------------------------- | ---- | ------------------ | ------------------ |
| 16-21 | Tour du Siam                  | 2.2  | Shinichi Fukushima | Bridgestone Anchor |
| 28-6  | Tour de Langkawi              | 2.HC | Ryan Cox           | Team Barloworld    |
| 29    | Doha International Grand Prix | 1.1  | Robert Hunter      | Phonak             |
| 31-4  | Tour of Qatar                 | 2.1  | Lars Michaelsen    | Team CSC           |

### Aprile
| Data  | Prova       | Cat. | Vincitore      | Squadra                |
| ----- | ----------- | ---- | -------------- | ---------------------- |
| 14-19 | Kerman Tour | 2.2  | Hossein Askari | Giant Asia Racing Team |

### Maggio
| Data  | Prova              | Cat. | Vincitore      | Squadra                |
| ----- | ------------------ | ---- | -------------- | ---------------------- |
| 7-13  | Tour de Korea      | 2.2  | David McCann   | Giant Asia Racing Team |
| 15-22 | Tour of Japan      | 2.2  | Félix Cárdenas | Team Barloworld        |
| 22-1  | Tour d'Azerbaïdjan | 2.2  | Ghader Mizbani | Giant Asia Racing Team |

### Giugno
| Data | Prova             | Cat. | Vincitore   | Squadra                |
| ---- | ----------------- | ---- | ----------- | ---------------------- |
| 27-1 | Tour of East Java | 2.2  | Ahad Kazemi | Giant Asia Racing Team |

### Luglio
| Data  | Prova                | Cat. | Vincitore      | Squadra         |
| ----- | -------------------- | ---- | -------------- | --------------- |
| 16-24 | Tour of Qinghai Lake | 2.HC | Martin Mareš   | Ed' System ZVVZ |
| 29-31 | Tour of China        | 2.2  | Andrej Mizurov | Capec           |

### Settembre
| Data  | Prova            | Cat. | Vincitore      | Squadra                |
| ----- | ---------------- | ---- | -------------- | ---------------------- |
| 11-21 | Tour d'Indonesia | 2.2  | Hossein Askari | Giant Asia Racing Team |
| 14-19 | Tour de Hokkaido | 2.2  | Eddy Ratti     | Team Nippo             |

## Classifiche
Risultati finali.
| Pos. | Corridore      | Squadra         | Punti  |
| ---- | -------------- | --------------- | ------ |
| 1    | Andrej Mizurov | Capec           | 213    |
| 2    | Ryan Cox       | Barloworld      | 190    |
| 3    | Martin Mareš   | eD'System-ZVVZ  | 174    |
| 4    | Hossein Askari | Giant Asia      | 168,66 |
| 5    | David McCann   | Giant Asia      | 160,66 |
| 6    | Graeme Brown   | Panaria         | 156    |
| 7    | Mahdi Sohrabi  | Paykan          | 155,66 |
| 8    | Ghader Mizbani | Giant Asia      | 150,66 |
| 9    | Ahad Kazemi    | Giant Asia      | 132,66 |
| 10   | Sergej Lagutin | Landbouwkrediet | 120    |

| Pos. | Squadra                           | Punti  |
| ---- | --------------------------------- | ------ |
| 1    | Giant Asia Racing Team            | 796,64 |
| 2    | Cycling Team Capec                | 439    |
| 3    | Team Barloworld-Valsir            | 429    |
| 4    | Paykan                            | 314,64 |
| 5    | Ceramica Panaria-Navigare         | 271    |
| 6    | Team Bridgestone Anchor           | 261    |
| 7    | Marco Polo Cycling Team           | 237    |
| 8    | Team Nippo                        | 227    |
| 9    | Naturino-Sapore di Mare           | 209    |
| 10   | Navigators Insurance Cycling Team | 176    |

| Pos. | Nazione       | Punti    |
| ---- | ------------- | -------- |
| 1    | Kazakistan    | 1 005,28 |
| 2    | Iran          | 874,96   |
| 3    | Giappone      | 744      |
| 4    | Uzbekistan    | 618      |
| 5    | Corea del Sud | 143      |
| 6    | Mongolia      | 127      |
| 7    | Hong Kong     | 79       |
| 8    | Indonesia     | 55       |
| 9    | Siria         | 43       |
| 10   | Cina          | 41       |